# Peter Ciaccio
Peter Ciaccio (* 1975 in Belfast) ist ein italienischer methodistischer Theologe, Autor und Filmkritiker.
Ciaccio, der einen italienischen Vater und eine britische Mutter hat, machte am Liceo classico Pilo Albertelli in Rom sein Abitur und studierte anschließend Politikwissenschaften an der Universität La Sapienza und Theologie an der Facoltà Valdese. Dort wurde er 2004 aufgrund einer Dissertation über die Pfarrergestalten in den Filmen Ingmar Bergmans promoviert. Am Sarum College in Salisbury absolvierte er weitere Studien. Von 2005 bis 2011 war Ciaccio Pastor einer waldensischen Gemeinde in Forano und einer methodistischen Gemeinde in Terni. Von dort wechselte er an die Waldensergemeinde in Palermo. Derzeit (2024) ist er Pastor einer waldensischen und einer methodistischen Gemeinde in Triest.
Ciaccio ist auch als Autor und Filmkritiker bekannt. Er schreibt regelmäßig Artikel für die Zeitschrift Riforma und veröffentlichte mehrere Bücher über christliche Motive in der populären Kultur, z. B. in den Texten der Beatles, den Büchern über Harry Potter und den Filmen der Reihe Star Wars. Er ist Mitglied bei Interfilm sowie Mitbegründer der Associazione Protestante Cinema "Roberto Sbaffi" und gehörte 2002 zur Ökumenischen Jury beim Locarno Festival. Seine Filmkritiken werden von den evangelischen Radiosendern Radio Voce della Speranza und Radio Beckwith Evangelica ausgestrahlt.

## Schriften (Auswahl)
- Il vangelo secondo Harry Potter. Come affrontare la vita con la Bibbia in una mano e la bacchetta magica nell'altra. Claudiana, Torino 2011.
  - Harry Potter trifft Gott. Das Evangelium von Hogwarts. Neukirchener Aussaat, Neukirchen-Vluyn 2012, ISBN 978-3-7615-5914-7.
- Il vangelo secondo i Beatles. Da Mosè ai giorni nostri, passando per Liverpool. Claudiana, Torino 2012.
  - All you need is love. Die Beatles und die 10 Gebote. Neukirchener Aussaat, Neukirchen-Vluyn 2013, ISBN 978-3-7615-6066-2.
- (mit Andreas Köhn): Il vangelo secondo Star Wars. Nel nome del padre, del figlio e della Forza. Claudiana, Torino 2015.
- Bibbia e cinema. Claudiana, Torino 2019.